# Kim Krizan

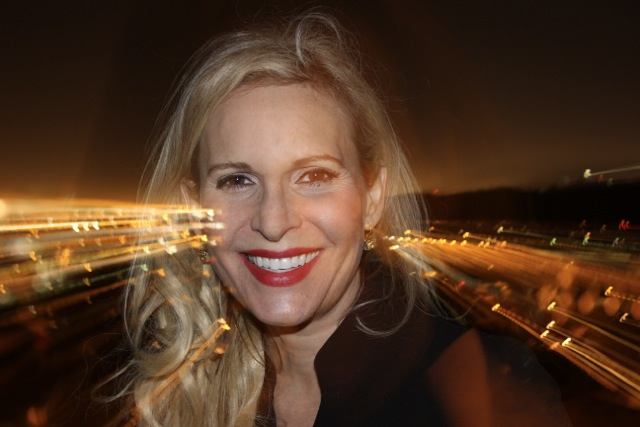
Kim Krizan

Kim Arnette Krizan (* 1. November 1961 in Hawthorne, Kalifornien) ist eine US-amerikanische Schauspielerin und Drehbuchautorin.

## Karriere
Kim Krizan wurde 1961 im kalifornischen Hawthorne geboren. Sie machte ihren Master in Literatur und unterrichtete seither an mehreren Bildungsstätten kreatives Schreiben, unter anderem an der University of California in Los Angeles.
Ihre Karriere im Filmgeschäft begann Anfang der 1990er-Jahre als Schauspielerin mit kleineren Nebenrollen in Richard Linklaters Filmen Rumtreiber (1991) und Confusion – Sommer der Ausgeflippten (1993), in letzterem war sie die liberale Highschool-Lehrerin. Gemeinsam mit Linklater entwarf sie die Story und schrieb das Drehbuch zu dem 1995 veröffentlichten Liebesfilm Before Sunrise. Auch bei der Fortsetzungen Before Sunset (2004) schrieb sie am Drehbuch mit. Für ihre künstlerische Leistung zu Before Sunset erhielt sie bei der Oscarverleihung 2005 eine Nominierung in der Kategorie „Bestes adaptiertes Drehbuch“, gemeinsam mit Richard Linklater, Julie Delpy und Ethan Hawke.
Daneben veröffentlichte Krizan mehrere literarische und journalistische Werke. 2019 erschien ihr Roman Spy in the House of Anaïs Nin über die Schriftstellerin Anaïs Nin, mit deren Person sie sich zuvor intensiv auseinandergesetzt hatte.

## Filmografie (Auswahl)

### Schauspielerin
- 1991: Rumtreiber (Slacker)
- 1993: Confusion – Sommer der Ausgeflippten (Dazed and Confused)
- 1996: The Devil (Kurzfilm)
- 1996: Spamarama the Movie
- 2001: Waking Life
- 2017: Language is Dead (Kurzfilm)

### Drehbuch
- 1995: Before Sunrise
- 2004: Before Sunset
- 2013: Before Midnight (keine aktive Mitarbeit, aber basierend auf ihren und Linklaters Charakteren)